# Charles Stewart Parnell
Charles Stewart Parnell (irsky: Cathal Stiúbhard Pharnell; 27. června 1846 – 6. října 1891) byl irský nacionalistický politik, poslanec britského parlamentu, zakladatel a v letech 1875 až 1891 první vůdce Irské parlamentní strany. Ke konci jeho života ho politicky oslabil skandál vzniklý poté, co bylo zveřejněno, že žije s manželkou jiného poslance a je otcem jejích dětí.